# Базилика Святого Вита (Элльванген)
Базилика святого Вита — позднероманская базилика XIII в. в немецком городе Эльванген (Ягст) в федеральной земле Баден-Вюртемберг. Бывшая главная церковь аббатства Эльванген с 1803 г. используется как приходская церковь центральной части Эльвангена.

## История
История церкви начинается вместе с основанием монастыря в 764 г. братьями Хариольфом, епископом Лангра, и Эрлольфлом, также из Бургундии пригласивших и первых монахов, вероятно, из дижонского монастыря св. Венигна. Первые насельники принесли с собой множество реликвий, составивших славу нового монастыря на протяжении всех Средних веков: частицы мощей святых Венигна, святых мучеников братьев Спевсиппа, Элевсиппа и Мелевсиппа (покровителей коневодства, †175) и их старшей сестры Неониллы, их матери Юниллы, святых Неона (описавшего их смерть) и Турвона (которому Неон передал рукопись). Благодаря благоприятному географическому расположению на пересечении важных торговых путей, Эльванген быстро стал важным региональным центром, а церковь, постоянно привлекавшая паломников, неоднократно перестраивалась.
В 1100—1124 гг. аббатство, получившее в 817 г. статус имперского, возвело новую церковь в высокороманском стиле; перестроены были также и здания конвента. Строительство, однако, потребовало таких значительных финансовых затрат, что аббат Хелмерих вынужден был предоставить часть монастырских земель под жилую застройку располагавшегося по соседству небольшого селения, отныне всё более сроставшегося с монастырём и приобретавшего черты города.
За пожаром 1182 г., уничтожившим большую часть строений аббатства, последовали не только восстановительные работы, но церковь — в гораздо большем объёме и на новом месте — была выстроена заново. Спустя 50 лет, 3 октября 1233 г. базилика в честь св. Вита была освящена наумбургским епископом Энгельхардом, и — что касается её внешнего облика — с незначительными изменениями дошла до наших дней.
В XV в. монастырь, сильно затронутый эпидемиями чумы и городским пожаром 1433 г., прекратил своё существование (в 1460 г.), и был заново основан в качестве княжества-пробства во главе с пробстом в ранге епископа. В 1460—1470 гг. были предприняты обширные реставрационные работы под руководством Ганса Штиглица из Мильтенберга: был снесён ряд сгоревших построек, в 1467 г. возведён новый клуатр, и в 1473 г. — возведена капелла Девы Марии.
С началом Реформации и при поддержке императора Карла V Эльванген оказался своего рода «католическим островом» в по большей части протестантском окружении, что сказалось на популярности церкви; этому, безусловно, способствовало и резко негативное отношение реформированных общин к почитанию реликвий.
В 1661—1662 гг. внутреннее убранство церкви было барокизировано под руководством мастеров из баварского монастыря Вессобрунн.
В 1637—1741 гг. раннебарочные формы внутреннего декора были изменены в стиле раннего рококо под руководством приглашённых из Людвигсбурга итальянских архитекторов и скульпторов Донато Риккардо Ретти, Карло Карлоне и Эммануэло Пиньини.
С упразднением пробства Эльванген в 1802—1803 гг., бывшая монастырская церковь получила статус городской приходской церкви города Эльвангена.
Повреждённая в ходе Второй мировой войны базилика была отреставрирована в 1959—1964 гг. Причём в ходе работ была восстановлена романская крипта, а во время раскопок был обнаружен так называемый «эльвангенский реликварий» — предположительно принадлежавшая Ришильде Прованской шкатулка для хранения украшений.
18 января 1964 г., по случаю 1200-летия Эльвангена, церковь св. Вита получила от папы Павла VI титул малой папской базилики (Basilica minor).
В 1992—1999 гг. была проведена очередная обширная реставрация церкви, с укреплением повреждённых фундаментов и восстановлением капеллы св. Михаила в западной башне.